# 2006年冬季残疾人奥林匹克运动会中国代表团
2006年冬季残疾人奥林匹克运动会中国代表团是中国派出的2006年冬季残疾人奥林匹克运动会代表团。未获得奖牌。